# Liberation Records
Liberation Records är ett sydkaliforniskt skivbolag. Skivbolaget grundades av den då 16-årige David Taba år 1994. Skivbolaget är känt för att ha upptäckt och släppt Home Growns debutalbum och samma år som det grundades släppt en klassisk samlingsskiva med punklåtar. Denna skiva inkluderade låtar från sydkaliforniska artister som senare blev internationellt kända, som Sublime, Blink 182 och Pennywise.
Skivbolaget äger även New American Dream Records.